# Andorra nos Jogos Olímpicos de Verão de 1976
Andorra participou dos Jogos Olímpicos de Verão de 1976, em Montreal, no Canadá. Esta foi a primeira participação do país em Jogos Olímpicos. Não conquistou nenhuma medalha.

## Desempenho

### Boxe
| Atleta              | Peso        | Class. | Ref.  |
| ------------------- | ----------- | ------ | ----- |
| Joan Claudi Montane | Meio-pesado | 9º     | [ 2 ] |

### Tiro
| Atleta       | Prova          | Class. | Ref.  |
| ------------ | -------------- | ------ | ----- |
| Joan Tomas   | Fossa olímpica | 33º    | [ 3 ] |
| Esteve Dolsa | Fossa olímpica | 40º    | [ 3 ] |